# 日本国際通信
日本国際通信株式会社（にほんこくさいつうしん、略称ITJ）はかつて存在した日本の国際電話事業者。

## 概要
日本国内における国際電話の事業者認識番号は0041であった。1997年に日本テレコムに吸収合併されて同社が事業を継承したため、日本テレコムは国際電話事業に参入する事になった。その後、2002年の持株会社移行に伴う会社分割を経てソフトバンクテレコムに移り（2006年10月に日本テレコムから社名変更）、2015年4月に旧・日本テレコムの後身であるソフトバンクモバイル（現：ソフトバンク）と合併後は同社が0041を使用している。
ITJと同様に国際系NCCだった国際デジタル通信（IDC、現：IDCフロンティア）は、2005年に国際電話事業（0061）を別会社に分離しており、この別会社もまた、2005年の日本テレコムによる吸収合併を経て、ソフトバンクモバイルが事業を継承している。

## 歴史
- 1985年4月1日 - 事業者免許を取得
- 1986年7月21日 - 大手商社各社や松下電器産業などが出資し、設立。
- 1989年10月 - 識別番号「0041」で国際電話サービスを開始。
- 1997年10月1日 - 日本テレコムに吸収され、会社は解散。

## 宣伝
- 田村正和、鈴木保奈美、石野卓球などを起用し、「零々四一」（ゼロゼロヨイチ）や「零々四一子」（ゼロゼロヨイコ）と名乗ったユニークなCMが話題になった。CMソングは「0041ピッポパッポピー」と、これまたユニークだった。また、日本テレコムとの合併時にも「日本テレコムの零々四一」としてのCMがうたれた。